# Fuscozetes floridae
Fuscozetes floridae är en kvalsterart som beskrevs av Arthur P. Jacot 1935. Fuscozetes floridae ingår i släktet Fuscozetes och familjen Ceratozetidae. Inga underarter finns listade i Catalogue of Life.